# 브라울리오 라라
브라울리오 아르만도 라라(Braulio Armando Lara, 1988년 12월 20일 ~ 2019년 4월 20일)는 도미니카공화국의 전 야구 선수이자, 전 멕시칸 리그 술탄네스 데 몬테레이의 투수였다.

## 선수 시절

### 미국 프로야구시절
2008년 탬파베이 레이스에 입단하였다.

### 한국 프로야구시절

#### SK 와이번스시절
2016년 6월 24일 성적 부진으로 방출된 크리스 세든의 대체 용병으로 영입되었다. 2016년에 헥터 고메즈와 함께 방출되었다.

### 미국 프로야구복귀

#### 워싱턴 내셔널스시절
방출 후 마이너리그에 계약을 체결했다.

### 멕시코 프로야구 시절
2018년에 술탄네스 데 몬테레이에 입단하였다.

## 사망
한국 시간으로 4월 20일 산토도밍고에 위치한 오꼬아에서 교통사고가 발생했다. 그는 인근 병원으로 옮겨졌으나 끝내 사망했다.